# Meta Hrovat
Meta Hrovat (Ljubljana, 2 maart 1998) is een Sloveense alpineskiër. Ze vertegenwoordigde haar vaderland op de Olympische Winterspelen 2018 in Pyeongchang.

## Carrière
Hrovat maakte haar wereldbekerdebuut in december 2015 in Lienz. In december 2016 scoorde ze in Semmering haar eerste wereldbekerpunten. In december 2017 behaalde de Sloveense in Lienz haar eerste toptienklassering in een wereldbekerwedstrijd. Tijdens de Olympische Winterspelen van 2018 in Pyeongchang eindigde Hrovat als veertiende op de reuzenslalom en als 21e op de slalom. In de landenwedstrijd eindigde ze samen met Ana Bucik, Maruša Ferk, Štefan Hadalin en Žan Kranjec op de negende plaats.
In januari 2018 stond ze voor de eerste maal in haar carrière op het podium van een wereldbekerwedstrijd. Op de wereldkampioenschappen alpineskiën 2019 in Åre. Op dit toernooi eindigde ze als 22e op de reuzenslalom.

## Resultaten

### Olympische Spelen
| Jaar | Plaats      | Resultaten                                     |
| ---- | ----------- | ---------------------------------------------- |
| 2018 | Pyeongchang | 21e Slalom 14e Reuzenslalom 9e Landenwedstrijd |

### Wereldkampioenschappen
| Jaar | Plaats | Resultaten                  |
| ---- | ------ | --------------------------- |
| 2019 | Åre    | DSQ Slalom 22e Reuzenslalom |

### Wereldbeker
Eindklasseringen
| Seizoen   | Algm | SL  | RS  | PAR |
| --------- | ---- | --- | --- | --- |
| 2016/2017 | 102e | 57e | 39e |     |
| 2017/2018 | 50e  | 55e | 11e |     |
| 2018/2019 | 36e  | 22e | 14e |     |
| 2019/2020 | 25e  | 23e | 9e  | 9e  |